# 넙쭉이
넙쭉이(Spoonface Steinberg)는 영국의 작가 리 홀의 희곡이다. 1997년 1월 27일 BBC 라디오 4에서 초연되었으며, 1998년 BBC 텔레비전에서 재방영되었다.